# William Richert (Regisseur)
William Richert (* 1942 in Florida; † 19. Juli 2022 in Portland, Oregon) war ein US-amerikanischer Filmregisseur, Drehbuchautor, Filmproduzent und Schauspieler.

## Leben und Karriere
Bereits 1963 erschien sein erster Roman Aren’t You Even Gonna Kiss Me Goodbye?, der sich humorvoll und nachdenklich mit seiner Teenagerzeit als Beatnik auseinandersetzte. Anschließend arbeitete er als Drehbuchautor und produzierte Dokumentarfilme.
Sein Regiedebüt machte Richert im Jahr 1979, gegen Ende der Ära des New Hollywood, mit der Filmsatire Phildalephia Clan (Winter Kills), in der Filmgrößen wie Jeff Bridges, John Huston, Anthony Perkins, Eli Wallach, Dorothy Malone, Sterling Hayden und Toshirō Mifune mitspielten. Der Film, der sich fiktional an die Ermordung von John F. Kennedy anlehnt, wurde zwar von den meisten Filmkritikern positiv besprochen, war allerdings ein Flop an den Kinokassen – erst heute hat er sich in kleineren Kreisen einen Status als Kultklassiker erarbeitet. Im folgenden Jahr drehte er in München den Film Jetzt komme ich, erneut mit Jeff Bridges in der Hauptrolle, doch auch dieser Film blieb ohne größere Resonanz. 1988 verfilmte er seinen Roman Aren’t You Even Gonna Kiss Me Goodbye? unter dem Titel Jimmy Reardon mit River Phoenix in der Hauptrolle: Dieser Film erwies sich zwar kommerziell als erfolgreich, allerdings schnitt 20th Century Fox ohne Richerts Zustimmung die Szenen so um, dass er nach Richerts Meinung von einem „ernsthaften Film für Erwachsene in eine Sexkomödie für Teenager“ entstellt wurde.
1991 kam es zu einer erneuten Zusammenarbeit mit River Phoenix, als Richert die tragende Nebenrolle des Falstaff-ähnlichen Obdachlosen Bob Pigeon in My Private Idaho von Gus van Sant übernahm. Anschließend war er in weiteren Film- und Fernsehproduktionen als Schauspieler zu sehen. 1999 drehte er seinen letzten Film als Regisseur, die Alexandre-Dumas-Verfilmung Der Mann mit der eisernen Maske.
Er war bis zu seinem Tod mit Gretchen Richert verheiratet. Im Juli 2022 starb er im Alter von 79 Jahren unter Beihilfe des Oregon Death with Dignity Act.

## Filmografie
Hinter der Kamera
- 1971: Derby (Dokumentarfilm; Produzent)
- 1972: A Dancer's Life (Dokumentarfilm; Produzent)
- 1974: Law and Disorder (Produzent, Drehbuchautor, Schauspieler)
- 1975: The Happy Hooker (Drehbuchautor)
- 1975: Frankensteins Spukschloß (Ace Up My Sleeve; Drehbuchautor)
- 1979: Philadelphia Clan (Winter Kills; Regisseur, Drehbuchautor)
- 1980: Jetzt komme ich (The American Success Company, Alternativtitel Der Ringer; Regisseur, Drehbuchautor)
- 1988: Jimmy Reardon (A Night in the Life of Jimmy Reardon; Regisseur, Drehbuchautor, Schauspieler)
- 1995: Der Marshal (The Marshal; Regie der Fernsehserie, Folge Those Foolish Things)
- 1998: Alexandre Dumas – Der Mann mit der eisernen Maske (The Man in the Iron Mask; Regisseur, Drehbuchautor, Schauspieler)

Nur Schauspieler
- 1978: Die liebestollen Stewardessen (Flying High; Fernsehserie, 1 Folge)
- 1980: Wir sind alle Gottes Kinder (All God's Children; Fernsehfilm)
- 1991: My Private Idaho (My Own Private Idaho)
- 1994: Der Klient (The Client)
- 1995: Der Marshal (The Marshal; Fernsehserie, Folge Snow Orchid)
- 1995: The Random Factor
- 1995: Paradise Framed
- 1998: Millennium – Fürchte deinen Nächsten wie Dich selbst (Fernsehserie, 1 Folge)
- 1999: Kommandounternehmen ATF-One (ATF; Fernsehfilm)
- 2001: Manic
- 2001: Echos of Enlightenment
- 2012: Here Comes Midnight
- 2016: A Journey to a Journey